# Bismillah Airlines
Bismillah Airlines — вантажна авіакомпанія Бангладеш зі штаб-квартирою в Дацці, працює головним чином на міжнародних напрямках, виконуючи регулярні і чартерні рейси в аеропорти Південно-Східної Азії. Найбільша вантажна авіакомпанія країни з приватним капіталом.
Портом приписки перевізника і його головним транзитним вузлом (хабом) є міжнародний аеропорт Шахджалал у Дацці, як інші вузли компанія використовує міжнародний аеропорт імені Османі в Сілеті і міжнародний аеропорт імені шаха Аманата в Читтагонгу.

## Операційна діяльність
Міжнародні напрямки:
- 2002 рік: експорт 14 тис. тонн, імпорт 6 тис. тонн
- 2003 рік: експорт 32 тис. тонн, імпорт 8 тис. тонн

Внутрішні напрямки:
- 3 тис. тонн щороку

## Маршрутна мережа
У 2009 році маршрутна мережа регулярних перевезень авіакомпанії охоплювала аеропорти таких міст:
| - Амстердам - Бангкок - Гуанчжоу - Делі | - Дубай - Колката - Куньмін - Лондон | - Люксембург - Маскот - Мумбаї - Сеул | - Стамбул - Торонто - Чунцін - Шанхай |

## Флот
В кінці грудня 2008 року повітряний флот авіакомпанії Bismillah Airlines становили такі літаки:
- HS-748 — 2 од., (S2-AEE і S2-AAT в лізинг)
- Іл-18 — 1 од.
- Іл-76 — 1 од.
- Іл-96 — 1 од.
- Ан-26 — 1 од.
- Ан-12 — 3 од.
- Ан-124 «Руслан» — 1 од.
- Boeing 707 — 1 од.
- Boeing 747 — 2 од.
- Boeing 737 — 2 од.
- Boeing 727 — 1 од.